# Maculinea monticola
Maculinea monticola är en fjärilsart som beskrevs av Otto Staudinger 1901. Maculinea monticola ingår i släktet Maculinea och familjen juvelvingar. Inga underarter finns listade i Catalogue of Life.